# شایلو، نیوجرسی
شایلو (به انگلیسی: Shiloh) شهری در ایالت نیوجرسی کشور ایالات متحده آمریکا است که جمعیت آن در سرشماری سال ۲۰۱۰ میلادی، ۵۱۶ نفر بوده‌است.